# Скурський Анатолій Борисович
Анатолій Борисович Скурський (нар. 5 листопада 1948) — радянський футболіст та український тренер, виступав на позиції півзахисника.

## Кар'єра гравця
У 1966 році розпочав кар'єру футболіста в кременчуцькому «Дніпрі». У 1968 році прийняв запрошення від одеського «Чорноморця». Через три роки в 1971 році перейшов у «Динамо» (Хмельницький). У 1974 році перейшов до херсонського «Локомотива», в складі якого й завершив кар'єру.

## Тренерська діяльність
По завершенні ігрової кар'єри розпочав тренерську діяльність. У 1981 році тренував кременчуцький «Локомотив». У липні 1995 року очолив кременчуцький «Кремінь», яким керував до серпня 1995 року. З липня до вересня 1997 та від жовтня до кінця 1998 року виконував обов'язк головного тренера клубу.

## Досягнення
- Чемпіонат УРСР
  -  Бронзовий призер (1): 1967